# Kîrîlivka, Koriukivka
Kîrîlivka (în ucraineană Кирилівка) este un sat în comuna Zabarivka din raionul Koriukivka, regiunea Cernihiv, Ucraina.

## Demografie
Componența lingvistică a localității Kîrîlivka
     Ucraineană (98,21%)
     Rusă (1,79%)
Conform recensământului din 2001, majoritatea populației localității Kîrîlivka era vorbitoare de ucraineană (98,21%), existând în minoritate și vorbitori de rusă (1,79%).